# Orthonevra gemmula
Orthonevra gemmula är en tvåvingeart som beskrevs av Violovitsh 1979. Orthonevra gemmula ingår i släktet glansblomflugor, och familjen blomflugor. Inga underarter finns listade i Catalogue of Life.